# Gerrit
Gerrit este o aplicație web liberă pentru revizuirea codului. Dezvoltatorii de software dintr-o echipă pot examina fiecare modificările celorlalți asupra codului sursă utilizând un browser web, și având posibilitatea de a aproba sau a respinge modificările respective. Gerrit este intergat cu Git, un sistem de control al versiunilor.
Gerrit este un fork al lui Rietveld, o altă aplicație de revizuire a codului. Denumirea aplicației, "Gerrit", este prenumele lui Gerrit Rietveld (1888–1964), un designer olandez după care a fost denumit și softul "Rietveld".

## Proiecte notabile utilizând Gerrit
- Android[3]
- CollabNet[4]
- CyanogenMod[5]
- eBay[6]
- Eclipse Foundation[7]
- Garmin[8]
- Gilt Groupe[9]
- GitEnterprise[10]
- GWT[11]
- Kitware (e.g. CMake)[12]
- LibreOffice[13][14]
- MediaWiki[15][16]
- OpenStack[17]
- Qt[18]
- Scilab[19]
- TYPO3[20][21]
- Tizen[22]